# S-300P
L'S-300P (in cirillico: С-300П, nome in codice NATO: SA-10 Grumble) è un sistema missilistico di difesa aerea di origine sovietica, sviluppato negli anni '70 dalla NPO Almaz ed entrato in servizio presso le forze armate sovietiche nel 1980.
Progettato per neutralizzare bersagli quali velivoli ad ala fissa e rotante e missili da crociera, le versioni più recenti sono in grado di intercettare anche missili dalla traiettoria balistica su distanze che variavano a seconda della versione considerata fra i 70 ed i 250 km dal punto di lancio.
Costantemente aggiornato nel corso della sua vita operativa, i principali aggiornamenti della piattaforma sono stati il S-300PT (nome in codice NATO: SA-10b/c Grumble) e il S-300PS (nome in codice NATO: SA-10d Grumble). Dall'S-300P, è stata inoltre sviluppata una versione per impiego imbarcato nota come S-300F Rif (nome in codice NATO: SA-N-6 Grumble) e la successiva serie degli S-300PM (nome in codice NATO: SA-10e Grumble).
Al 2021, assieme ai suoi numerosi aggiornamenti, l'S-300P presta servizio attivo in numerosi Paesi attorno al globo.

## Storia

### Sviluppo
L'Unione Sovietica iniziò a sviluppare un nuovo sistema missilistico antiaereo a lungo raggio nel 1969. Secondo le specifiche, si sarebbe dovuto trattare di un missile antiaereo “comune”, in grado di essere utilizzato sia dalla difesa aerea, sia dalla marina e con una gittata di circa 75 km. I lavori sul nuovo sistema furono affidati a B. V. Bunkin dello NPO Almaz (PVO e forze di terra) ed a V. A. Bukatov dello NPO Altair (marina militare), con la Fakel che avrebbe dovuto coordinare gli sforzi. Il risultato fu un missile chiamato S-300: questo incorporava tutti gli ultimi ritrovati sovietici nel campo della difesa missilistica, e sarebbe stato in grado di ingaggiare con successo bersagli come missili balistici in arrivo, missili da crociera ed aerei in volo a bassa quota.
Inizialmente ne fu realizzata una versione sperimentale, nota con il nome di 5V55K. Nel 1980, il sistema entrò ufficialmente in servizio.
Le versioni realizzate a partire dall'S-300, in sostanza, furono due.
- S-300P: nome in codice NATO SA-10 Grumble. La lettera P sta per PVO-Strany (sistema per la difesa aerea). Il missile era ottimizzato per l'utilizzo contro missili da crociera e velivoli a bassa quota.
- S-300V: nome in codice NATO SA-12 Gladiator. La lettera V sta per Voyska (forze di terra). Il missile era ottimizzato per contrastare i missili balistici tattici[3].

La tecnologia utilizzata era comunque piuttosto simile.

### Impiego terrestre

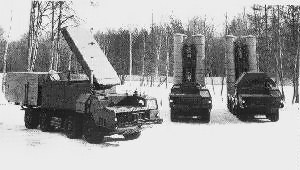
Due lanciatori S-300PM con radar.

Il missile SA-10 Grumble entrò in servizio nel 1980, e fu schierato alla difesa delle infrastrutture strategiche. Infatti, nel 1987 su 80 siti operativi (ai quali occorre aggiungerne un'altra ventina in costruzione), circa la metà era situata nei pressi di Mosca.
Nonostante il crollo dell'Unione Sovietica, con la relativa crisi che ne è seguita, negli anni novanta sono stati realizzati numerosi aggiornamenti. La ragione è stata probabilmente quella di sostenere il mercato delle esportazioni. Questo sistema d'arma è stato infatti esportato con successo in Asia, Europa e Medio Oriente. Inoltre, è prodotto su licenza in Cina con il nome di HQ-10 o HQ-15.
Le forze armate della Federazione Russa, comunque, nel 1996 hanno avviato il programma per sostituire questi sistemi con i più moderni SA-20 Gargoyle. Questo programma di riequipaggiamento è stato considerato dagli esperti uno di quelli di maggior successo nelle forze armate post-sovietiche.

### Impiego imbarcato

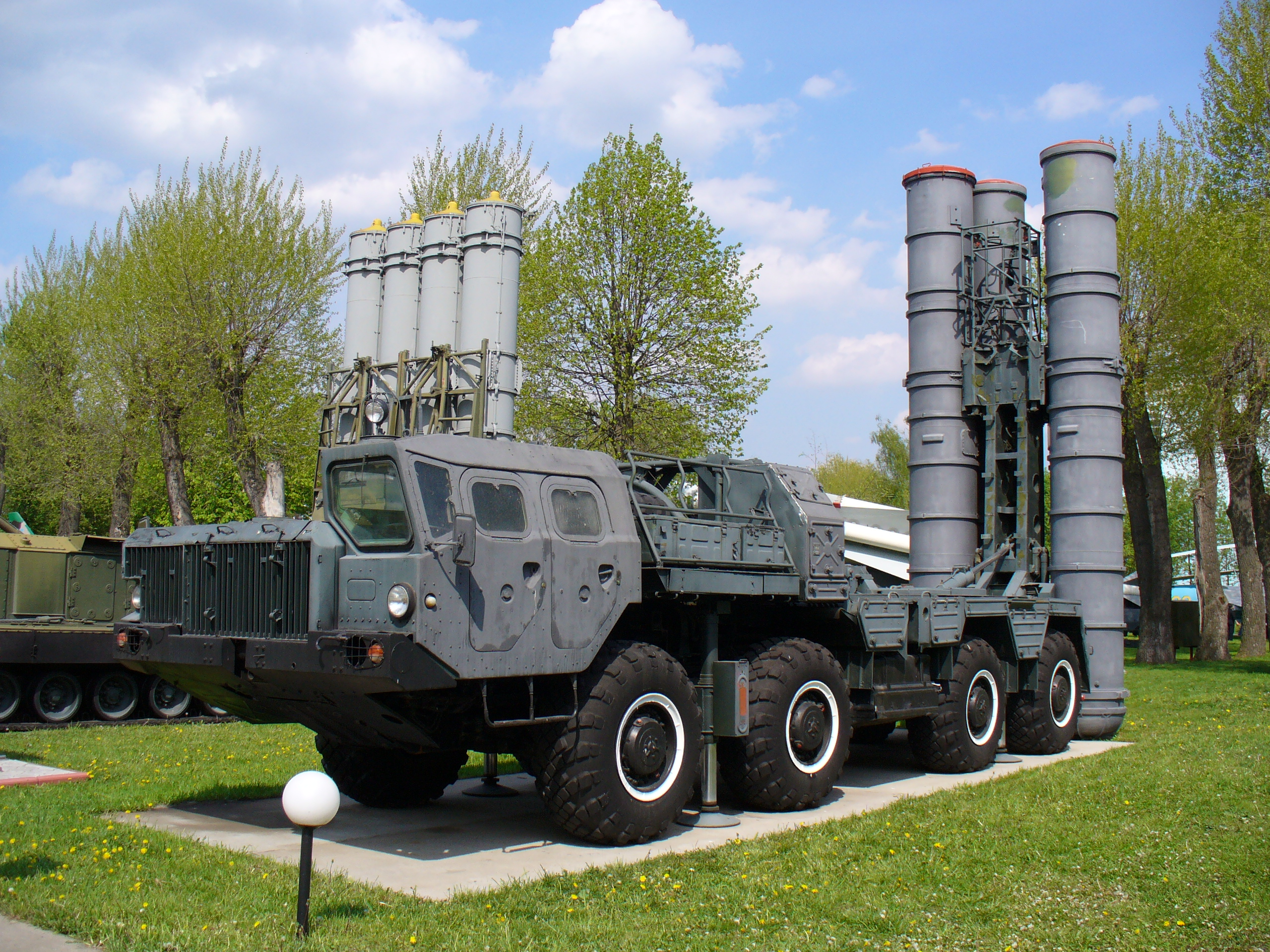
Un S-300PS.

La variante per impiego navale fu immessa in servizio nel 1984. Questa ricevette il nome di S-300F Rif (F sta per Flota), ed utilizzava il missile 5V55RM. Il sistema, in sostanza, era estremamente simile alla versione terrestre, e differiva solo per pochi particolari nel tubo di lancio. Conosciuta in Occidente con il nome in codice NATO di SA-N-6 Grumble, è stata schierata operativamente sugli incrociatori delle classi Kara, Slava e Kirov, e le corvette classe Stereguščij.
Dal 1990, è disponibile la nuova versione, ulteriormente perfezionata, S-300FM Rif-M, che è in grado di ingaggiare anche bersagli missilistici. Questa è nota in Occidente con il nome in codice NATO di SA-N-20 Gargoyle.

## Descrizione tecnica

### Caratteristiche generali
Gli S-300P sono stati progettati per contrastare i velivoli a reazione in volo a bassa quota. Al contrario dei loro successori, non hanno la capacità di ingaggiare i missili balistici. Le caratteristiche tecniche delle singole versioni saranno viste nei paragrafi successivi. Si trattò comunque di una decisa innovazione nell'ambito della difesa aerea sovietica, visto che si trattava di sistemi mobili, affidabili e veloci da approntare, con un tempo di reazione minimo.
Inoltre, la loro produzione era piuttosto semplice, e la vita operativa era piuttosto lunga, visto che il missile veniva mantenuto permanentemente all'interno del cilindro di lancio.
La tecnica di lancio utilizzata prevedeva una sorta di catapulta in grado di “sparare” il missile fuori dal tubo. Una volta giunto alla quota di 20 metri, avveniva l'accensione del motore, un monostadio a propellente solido.
La testata era costituita da esplosivo convenzionale ad alto potenziale. Tuttavia, in linea teorica, era possibile montare anche una testata nucleare.
Gli S-300P erano in grado di operare in tutte le condizioni climatiche.
Dal punto di vista organizzativo, gli S-300P erano inquadrati in batterie, ognuna delle quali costituiva un complesso di lancio. Ogni batteria era composta da un posto comando e controllo, da un radar per acquisizione bersagli doppler, un radar multifunzione per l'ingaggio dei bersagli posto in una struttura corazzata, e da dodici piattaforme di lancio con quattro tubi l'una (48 missili totali). Questi erano movimentati mediante trattori KrAZ-260V (6 x 6). Solitamente, i lanciatori erano sistemati in strutture protette.
Le batterie erano organizzate in reggimenti. Ogni reggimento di S-300MPU era costituito da tre batterie, con l'aggiunta di un radar a lungo raggio per la sorveglianza e l'individuazione dei bersagli posto presso il comando reggimentale.

## Versioni
- S-300PT/PT-1/PT-1A (С-300ПT; SA-10b/c Grumble): aggiornamenti incrementali del sistema S300PT originale che introducono il missile 5V55KD e l'innovativo metodo di lancio a freddo che verrà adottato su tutte le versioni successive del sistema. Il tempo di preparazione al lancio è ridotto a 30 minuti e la gittata massima aumentata a 75 km.
- S-300PS/PM (С-300ПC / С-300ПМ, SA-10d/e Grumble): versione introdotta nel 1985, unica abilitata al trasporto di una testata nucleare. Con questo modello si è introdotto l'iconico chassis MAZ-7910 8×8 quale veicolo da trasporto per tutti i componenti del sistema. Nuovi missili 5V55R che portano la gittata a 90 km.
- S-300PMU (С-300ПМУ, SA-10f Grumble): introdotta nel 1992 per i mercati esteri, adotta il missile 5V55U con gittata massima a circa 150 km e un set di radar aggiornati.
- S-300PM1/PMU-1 (С-300ПМ1 / ПМУ-1, SA-20 Gargoyle): versione con capacità ABM introdotta nel 1993. Impiega i missili 48N6 con cui può contrastare bersagli ipersonici quali missili balistici a corto raggio. Permette l'impiego di più tipologie di missili contemporaneamente con gittate da 1–120 km. Analogo terrestre del S-300FM Fort.
- S-300PM2/PMU-2 (С-300ПМ2 / ПМУ-2, SA-20 Gargoyle): versione introdotta nel 1997 quale aggiornamento dell'S-300PMU-1. Gittata estesa a 195 km grazie all'introduzione del missile 48N6E2. Questa versione affina le capacità ABM del modello precedente, permettendo l'intercettazione di missili balistici a medio-raggio.
- S-300PM3/PMU-3 (С-300ПМ3/ ПМУ-3): designazione iniziale del sistema S-400 Triumf

## Scheda comparativa
La NATO identifica con la sigla SA-10 tre versioni di questo specifico.
| Caratteristiche        | S-300P/PT  | S-300PS       | S-300PM/PMU   |
| ---------------------- | ---------- | ------------- | ------------- |
| Missili usati          | 5V55K      | 5V55R         | 5V55RUD       |
| Lunghezza (m)          | 7 ca.      | 7 ca.         | 7,25          |
| Diametro (mm)          | 450        | 450 ca.       | 508           |
| Peso al lancio (kg)    | 1.480      | 1.664         | 1.804         |
| Velocità di volo (m/s) | 1.700      | 1.860         | 1.900         |
| Gittata (km)           | 47         | 75            | 90            |
| Quota (m)              | 30.000 ca. | 25-25.000 ca. | 25-25.000 ca. |